# Saussurea masarica
Saussurea masarica là một loài thực vật có hoa trong họ Cúc. Loài này được Lipsky miêu tả khoa học đầu tiên năm 1900.